# 橋本宇太郎
橋本 宇太郎（はしもと うたろう、1907年〔明治40年〕2月27日 - 1994年〔平成6年〕7月24日）は、昭和の囲碁棋士。第2、5、6期本因坊で本因坊昭宇と号する。大阪府出身、瀬越憲作名誉九段門下。1950年に関西棋院を率いて日本棋院から独立した。才気と闘志溢れる碁風で「天才宇太郎」「火の玉宇太郎」のニックネームを持つ。
1950年7月から1994年7月まで関西棋院総帥、1986年5月から1994年4月まで同棋院理事長。同じく、関西棋院所属で活躍した橋本昌二は、同姓だが血縁関係はない。
1945年の第3期本因坊戦での岩本薫七段との挑戦手合において、広島市郊外の佐伯郡五日市町（現：広島市佐伯区）で行われた第2局は原爆下の対局として有名。
2014年7月18日、囲碁殿堂入り（第11回囲碁殿堂表彰）。

## 経歴

### 青年期まで
大阪市の天満北区北同心町の紙屋に生まれた。碁を始めたのは9歳のときで遊び場の近くにたまたま碁会所があり碁席で熱心にのぞいているとそこの人に勧められ碁の道に入る。久保松勝喜代八段門を経て、1920年に上京して方円社の瀬越憲作に入門し、1922年入段。その後若手棋士の研究会六華会にも参加。
1922年-1923年に本因坊対方円社敗退碁戦（地方新聞連盟）にて7人抜き、青年囲碁争覇戦て5人抜き。1924年に方円社特選敗退碁戦（東京日日新聞）にて8人抜き。『棋道』誌1926年3月号-1927年12月号の高段者対青年勝継戦で12人抜き。1935年に時事碁戦（時事新報）にて13人抜きなどの好成績を収め、「天才宇太郎」と呼ばれる。また呉清源来日にあたっては1928年に北京へ赴き、試験碁の相手を務めた。1925年に四段、1931年には神経衰弱で大手合欠場、1933年五段。1933年の日本選手権手合ではトーナメント決勝まで勝ち進むが、呉清源に敗れ準優勝。1934年結婚。

### 本因坊就位
1943年第2期本因坊戦では、予選トーナメント決勝でかつての師久保松勝喜代に敗れたが、その久保松が急死したために、欠員補充で橋本が4名の最終リーグ入りし、3戦全勝で関山利仙本因坊への挑戦者となった。挑戦手合5番勝負の第1局勝利の後、第2局半ばで関山病気により打ちかけ、棄権となり、本因坊位に就く。この後、挑戦者決定戦2位の木谷實から挑戦が申し込まれたが、条件が合わず実現されなかった（当時の本因坊戦の規定では、挑戦者決定リーグの2位または3位の者が、6か月以内に新本因坊に挑戦できるという項目があった。ただし対局料についての規定がなく、その点で条件が合わず実現しなかったもの）。同年11月に東京を離れて郷里の宝塚に疎開し、対局時ごとに上京するようになる。1945年第3期は岩本薫の挑戦を受け、6番勝負を3勝3敗の後、翌年の再決戦3番勝負で2連敗して敗れる。
1946年、戦後最初の春期大手合で八段昇段。
1949年に、日本棋院の藤沢庫之助が大手合制度での初の九段に昇段。橋本は争碁を申し込んだが、実現しなかった。
1950年2月に、日本棋院と、1948年に法人として独立していた関西棋院の間で東西対抗戦が行われ、橋本は西軍の主将として出場し、東軍の山部俊郎五段に勝つ。この碁では黒番山部が第1着を天元に打ち、白は2手目でその石にケイマにカカるという破格の序盤で話題になった。次いで行われた勝ち抜き戦では最終局に登場し梶原武雄六段に敗れた。

### 関西棋院独立
1950年の第5期本因坊戦の挑戦者となり、岩本薫和本因坊に4連勝で勝って本因坊位に返り咲く。しかしこの後、これまで1期2年で行って来た本因坊戦を当の本因坊である橋本の了承もなく1期1年とする改定が行われた。この問題で関西棋院と日本棋院の対立がさらに紛糾し、関西棋院はこれまで事実上日本棋院の下部組織だった実態から、完全に独立した組織となることを宣言した。これにより日本棋院の最高位であった本因坊位が関西棋院に奪われた形となった。本因坊家が本因坊位を日本棋院に託した経緯もあり日本棋院には「本因坊位を剥奪しろ」という強硬な意見もあったが「実力で取り返すべき」という意見が大勢をしめ翌期以降の本因坊戦は、日本棋院と関西棋院の両方の棋士の参加で行われることとなった。
翌年の第6期本因坊戦の挑戦者は日本棋院の坂田栄男七段となり、挑戦手合7番勝負は東西の緊張の中で行われた。橋本は一時は1勝3敗と追い詰められたが、第5局の行われる昇仙峡に向かう途中で身延山に参詣し、対戦場に着くと「首を洗って来ました」と記者にコメントを残し、心機一転その後3連勝して防衛し、本因坊位を関西棋院に保持した。続く第7期は挑戦者の高川格七段に敗れ、本因坊位は日本棋院に奪還されたが、第6期の防衛により「棋戦への本因坊不参加」という切り札を手にした関西棋院は各種棋戦への関西棋院の参加を認めさせ、これにより日本棋院に対抗する勢力としての存続の基盤が固まったとされている。
ただこの結果、関西囲碁界は関西棋院と日本棋院関西総本部とに分裂し、「弱体の関西がさらに弱くなった。分裂は、関西のために大きな損失だった」と橋本は後年回顧している。

### 各棋戦での活躍
呉清源とは1948年と1951年の2度の十番碁を行い、橋本が先相先という結果となった。
1952年、全本因坊全八段戦出場（雁金準一に勝ち、木谷實に負け）。1954年に九段昇段。その後も各棋戦においてトップ棋士としての成績を残し、十段2期、王座3期などのタイトルを獲得。1977年の第1期棋聖戦では69歳で決勝七番勝負に進んだ（藤沢秀行九段に1勝4敗で敗れる）。1973年から7期連続で名人リーグに在籍。72歳での名人リーグ入りは最年長記録。1982年には75歳で本因坊リーグ入り。87歳での死去まで現役棋士として第一線で活躍した。
1955年1月9日、産業経済新聞社主催により「橋本・坂田の電報碁」が開催。橋本は同社大阪本社に、坂田栄男は日本棋院中央会館に陣取り、電話託送電報を用いて東西対抗戦が行われた。朝10時に始まり、夜9時12分に終局し、坂田が勝利した。
詰碁創作の名手として「東の前田、西の橋本」と言われ、1954年から始めた読売新聞（大阪版）の詰碁掲載は約40年間12,600回に及び、生涯で発表した詰碁は1万5千題ほどある。前田陳爾による「詰碁名作ベストテン」(1972年)でも古典に伍して当代の代表として「その七」に置かれている。
門下に、宮本直毅九段、宮本義久九段、東野弘昭九段、本田邦久九段ら。

## タイトル歴
- 本因坊 1943、1950、1951年
- 十段 1962、1971年
- 王座 1953、1955、1956年
- NHK杯争奪戦 1956、1963年
- 早碁選手権戦 1970年
- プロ十傑戦 1970年
- 関西棋院早碁名人戦 1960年
- 関西棋院第一位決定戦 1968、1969、1980年
- 大手合優勝者決戦トーナメント優勝 1936年春・秋、1938年秋
- 大手合優勝 甲組・第一部 1931年秋、1939年秋、1946年春

### その他の棋歴
- 院社対抗戦 1926年 2勝1敗
  - ○小野田千代太郎六段、○高部道平六段、×雁金準一七段
- 対呉清源十番碁
  - 第1次 1946-48年 呉清源 6-3-1ジゴ 橋本（互先、8局目まで6勝2敗で呉が先相先に打ち込む）
  - 第2次 1950-51年 呉清源 5-3-2ジゴ 橋本（橋本先相先）
- 対藤沢庫之助十番碁 1954-55年 橋本 7-3 藤沢（互先、6局目まで5勝1敗で橋本が先相先に打ち込む）
- 本因坊就位記念対局 1943年 1-1 藤沢庫之助
- 呉清源対本因坊三番碁
  - 1943年 2-0-1ジゴ（先相先）
  - 1950年 0-3（互先）

### 受賞等
- 1955年 兵庫県文化賞[4]
- 1969年 紫綬褒章
- 1973年 大阪文化賞
- 1977年 勲三等旭日中綬章
- 1981年 日本棋院から大倉賞を受賞
- 1983年 神戸市文化賞
- 2014年 囲碁殿堂表彰

## 著作
- 『風雪の記録　宇太郎勝負碁二十番』囲碁新潮 1968年
- 『勝負のこころ』浪速社 1970年
- 『囲碁専業五十年』至誠堂 1972年
- 『幻庵因碩（日本囲碁大系11） 』筑摩書房 1975年
- 『橋本宇太郎全集』（全6巻）筑摩書房 1976年
- 『橋本宇太郎（上）（下）（現代囲碁大系6,7）』講談社 1980年
- 『激闘譜第一期棋聖決定七番勝負―藤沢秀行VS橋本宇太郎 』読売新聞社　1979年
- 『橋本宇太郎 詰碁歳時記』囲碁データハウス 1993年 (ゲームソフト)
- 『風と刻―橋本宇太郎詰碁名作選』（全三巻）松籟社 1994年

その他、詰碁の解説書等、棋書多数。

## 代表局
1943年12月（日不詳） 本因坊・呉八段三番碁第2局 橋本昭宇（先相先白番）-呉清源
|  |  |  |  |  |  |  |  |  |  |  |  |  |  |  |  |  |  |  |
|  |  |  |  |  |  |  |  |  |  |  |  |  |  |  |  |  |  |  |
|  |  |  |  |  |  |  |  |  |  |  |  |  |  |  |  |  |  |  |
|  |  |  |  |  |  |  |  |  |  |  |  |  |  |  |  |  |  |  |
|  |  |  |  |  |  |  |  |  |  |  |  |  |  |  |  |  |  |  |
|  |  |  |  |  |  |  |  |  |  |  |  |  |  |  |  |  |  |  |
|  |  |  |  |  |  |  |  |  |  |  |  |  |  |  |  |  |  |  |
|  |  |  |  |  |  |  |  |  |  |  |  |  |  |  |  |  |  |  |
|  |  |  |  |  |  |  |  |  |  |  |  |  |  |  |  |  |  |  |
|  |  |  |  |  |  |  |  |  |  |  |  |  |  |  |  |  |  |  |
|  |  |  |  |  |  |  |  |  |  |  |  |  |  |  |  |  |  |  |
|  |  |  |  |  |  |  |  |  |  |  |  |  |  |  |  |  |  |  |
|  |  |  |  |  |  |  |  |  |  |  |  |  |  |  |  |  |  |  |
|  |  |  |  |  |  |  |  |  |  |  |  |  |  |  |  |  |  |  |
|  |  |  |  |  |  |  |  |  |  |  |  |  |  |  |  |  |  |  |
|  |  |  |  |  |  |  |  |  |  |  |  |  |  |  |  |  |  |  |
|  |  |  |  |  |  |  |  |  |  |  |  |  |  |  |  |  |  |  |
|  |  |  |  |  |  |  |  |  |  |  |  |  |  |  |  |  |  |  |
|  |  |  |  |  |  |  |  |  |  |  |  |  |  |  |  |  |  |  |

呉との三番碁は中部日本新聞他2紙主催で、橋本は宝塚から日本棋院に上京し、いつ空襲が来るか分からないという状態で呉と橋本もゲートル姿で打たれた。1局目は先番橋本2目勝ち。2局目は橋本白番で、序盤に右下隅で黒の厚みができ、その後右上隅の三々をめぐる攻防となった。隅の死活は黒1(77手目)でコウの形となるが、白は自石の強化、左方黒への侵入と、隅の無条件生きを狙う白2で応じる。黒もすぐに隅には打たずに3と切っていくが、白は24まで巧妙にサバいた形で、なお隅のコウも残ったままで、白の面白い形勢となった。277手完、ジゴ。橋本は「ずいぶんたくさん碁を打ってきたが、人に見てもらえるのは、この局ぐらいのものだ」と語っている。

## 注
1. ↑  https://www.nihonkiin.or.jp/news/2014/07/11_31.html 橋本宇太郎九段が囲碁殿堂入り
2. ↑  「本因坊400年・手談見聞録」毎日新聞2011年12月1日付東京夕刊
3. ↑  『サンケイグラフ』1955年1月30日号、産業経済新聞社。
4. ↑  “兵庫県文化賞受賞者(昭和23年度～令和6年度)” (PDF).  兵庫県. p. 1. 2025年6月13日閲覧。